# Stegocephalidae
Stegocephalidae (лат.) — семейство ракообразных из отряда бокоплавов.

## Описание
У стегоцефалид гладкое и шаровидное тело с короткой и округлой головой. У них небольшой рострум, а сильно видоизмененные ротовые органы имеют конусообразную структуру, функции которых неизвестны, но предполагается, что они служат либо для сосания, либо для прокалывания. Верхняя часть губ имеет небольшую выемку на дистальной стороне, а нижняя губа высокая и лишена внутренних лопастей. Мандибулярный моляр и пальпа могут отсутствовать или присутствовать только у вестигиальных форм. На максилле внутренние пластинки хорошо развиты, а пальпа часто редуцирована и состоит только из одного сегмента. Максиллипеды крупные, часто с внутренним режущим краем и стройными слабо дактильными пальпами. Глаза почковидные, если присутствуют, но чаще полностью отсутствуют. Антенны имеют короткие стебельки и жгутики, причем жгутики первой пары несколько удлиненные, со сросшимися жгутиковыми сегментами у основания. У самцов первая пара усиков покрыта кистевидными волосками.
На первых четырёх сегментах тела расположены четыре очень крупные, не перекрывающиеся и глубокие коксальные пластинки, образующие своеобразную юбку на передней половине тела. Четвёртая пластинка имеет субовальную форму и является самой крупной. Гнатоподы могут быть стройными и иметь небольшие коготки или не иметь их вовсе. Переоподы с третьего по седьмой имеют примерно одинаковый размер, причем седьмая пара — самая короткая. Плеонные пластинки по бокам тела глубокие, с сильными плеоподами. Три уропода имеют рами примерно одинакового размера и ланцетовидную форму. Их кончики выходят за пределы тельсона. Тельсон может состоять из долей, сросшихся у основания и сужающихся к острию, или же доли могут быть полностью слиты вместе, образуя небольшую пластинку.

## Экология
Большинство представителей семейства являются батипелагическими и свободно плавающими, обитающими в толще океанических вод на глубинах в тысячи метров ниже поверхности океана. Обычно они встречаются с масляными глобулами, расположенными непосредственно под их карапаксом. Считается, что они способствуют повышению плавучести животных, позволяя им плавать в воде с минимальными затратами энергии. Гладкая, шарообразная форма тела помогает животному обтекать дрейфующие в воде потоки, чему способствует втягивание всех придатков в коксальные пластины. Чем более пелагическими являются привычки вида, тем более вытянутыми они кажутся.
Некоторые виды, однако, могут быть преимущественно бентосными, обитая на поверхности океанского дна вместе с мегабентосной фауной, такой как губки. К таким видам относится и Parandaniexis mirabilis, который, судя по всему, является преимущественно бентосным микрохищником полихет. Их коксальные пластины более редуцированы и имеют более прочные пероподы, приспособленные к цеплянию и хождению, чем у свободно плавающих стегоцефалид.
Стегоцефалиды вытягивают ноги, когда опираются на субстрат. При наблюдениях за особями в неволе они, по-видимому, не склонны зарываться в субстрат, хотя это может быть связано только с отсутствием добычи в лабораторных субстратах.
В основном они являются хищниками стрекающих (полипы, кораллы и прочие), за исключением рода Andaniotes, которые являются падальщиками.

## Классификация
Включает около 25 родов и около 100 видов. Образует монотипическое надсемейство Stegocephaloidea в составе подотряда Amphilochidea (инфраотряд Lysianassida; парвотряд Lysianassidira). Ранее включался в состав подотряда Gammaridea принимаемого в широком таксономическом объёме
- Подсемейство Andaniopsinae Berge & Vader, 2001

- Род Andaniopsis Sars, 1895

- Andaniopsis africana Berge, Vader & Galan, 2001
- Andaniopsis integripes (Bellan-Santini & Ledoyer, 1986)
- Andaniopsis isaki Berge, 2004
- Andaniopsis nordlandica (Boeck, 1871)
- Andaniopsis pectinata (Sars, 1883)

- Род Steleuthera J. L. Barnard, 1964

- Steleuthera africana (Berge, Vader & Galan, 2001)
- Steleuthera ecoprophycaea Bellan-Santini & Thurston, 1996
- Steleuthera maremboca J. L. Barnard, 1964

- Подсемейство Andaniexinae  Berge & Vader, 2001

- Род Andaniexis Stebbing, 1906

- Andaniexis abyssi (Boeck, 1871)
- Andaniexis americana Berge, Vader & Galan, 2001
- Andaniexis andaniexis Berge & Vader, 2003
- Andaniexis australis Barnard, 1932
- Andaniexis eilae Berge & Vader, 1997
- Andaniexis elinae Berge & Vader, 2003
- Andaniexis gloriosae Berge, Vader & Galan, 2001
- Andaniexis gracilis Berge & Vader, 1997
- Andaniexis lupus Berge & Vader, 1997
- Andaniexis mimonectes Ruffo, 1975
- Andaniexis oculata Birstein & Vinogradov, 1970
- Andaniexis ollii Berge, De Broyer & Vader, 2000
- Andaniexis pelagica Berge, Vader & Galan, 2001
- Andaniexis spinescens (Alcock, 1894)
- Andaniexis stylifer Birstein & M. Vinogradov, 1960
- Andaniexis subabyssi Birstein & M. Vinogradov, 1955

- Род Andaniotes Stebbing, 1897

- Andaniotes abyssorum Stebbing, 1888
- Andaniotes bagabag Lowry & Stoddart, 1995
- Andaniotes islandica (Thompson, 1882)
- Andaniotes karkar Lowry & Stoddart, 1995
- Andaniotes linearis K. H. Barnard, 1932
- Andaniotes lowryi Berge, 2001
- Andaniotes pooh Berge, 2001
- Andaniotes poorei Berge, 2001
- Andaniotes pseudolinearis Berge, 2001
- Andaniotes wallaroo J. L. Barnard, 1972
- Andaniotes wollongong Berge, 2001

- Род Glorandaniotes Ledoyer, 1986

- Glorandaniotes eilae (Berge & Vader, 1997)
- Glorandaniotes fissicaudata Ledoyer, 1986
- Glorandaniotes norae Berge & Vader, 2003
- Glorandaniotes sandroi Berge & Vader, 2003
- Glorandaniotes spongicola (Pirlot, 1933)
- Glorandaniotes traudlae Berge & Vader, 2003
- Glorandaniotes vemae Berge & Vader, 2003

- Род Mediterexis Berge & Vader, 2001

- Mediterexis macho Berge & Vader, 2004
- Mediterexis mimonectes (Ruffo, 1975)

- Род Metandania Stephensen, 1925

- Metandania islandica Stephensen, 1925
- Metandania tordi Berge & Vader, 2003
- Metandania wimi Berge, 2001

- Род Parandaniexis Schellenberg, 1929

- Parandaniexis dewitti Watling & Holman, 1980
- Parandaniexis inermis Watling & Holman, 1980
- Parandaniexis mirabilis Schellenberg, 1929
- Parandaniexis pelagica (Berge, Vader & Galan, 2001)
- Parandaniexis tridentata Ledoyer, 1986

- Род Stegosoladidus Barnard & Karaman, 1987

- Stegosoladidus antarcticus Berge, 2001
- Stegosoladidus complex Berge, 2001
- Stegosoladidus debroyeri Berge, 2001
- Stegosoladidus ingens (Chevreux, 1906e)
- Stegosoladidus simplex (K. H. Barnard, 1930) 

- Подсемейство Bathystegocephalinae Berge & Vader, 2001

- Род Bathystegocephalus Schellenberg, 1926

- Bathystegocephalus globosus (Walker, 1909)

- Подсемейство Parandaniinae Berge & Vader, 2001

- Род Parandania Stebbing, 1899

- Parandania boecki (Stebbing, 1888)
- Parandania gigantea (Stebbing, 1883)
- Parandania nonhiata (Andres, 1985)

- Подсемейство Stegocephalinae Dana, 1855

- Род Alania Berge & Vader, 2001

- Alania beringi (Berge & Vader, 2001)
- Alania calypsonis (Berge, Vader & Galan, 2001)
- Alania hancocki (Hurley, 1956)

- Род Austrocephaloides Berge & Vader, 2001

- Austrocephaloides australis (K. H. Barnard, 1916)
- Austrocephaloides boxshalli (Berge, Vader & Galan, 2001)
- Austrocephaloides camoti (J. L. Barnard, 1967)
- Austrocephaloides gunnae (Berge & Vader, 2003)
- Austrocephaloides ingstadi (Berge & Vader, 2003)
- Austrocephaloides tori (Berge & Vader, 2003)
- Austrocephaloides tucki (Berge & Vader, 2003)

- Род Austrophippsia Berge & Vader, 2001

- Austrophippsia unihamata (Berge & Vader, 2000)

- Род Bouscephalus Berge & Vader, 2001

- Bouscephalus mamillidacta (Moore, 1992)

- Род Gordania Berge & Vader, 2001

- Gordania minima (J. L. Barnard, 1961)
- Gordania pajarella (J. L. Barnard, 1967)

- Род Phippsia Stebbing, 1906

- Phippsia gibbosa (Sars, 1882)
- Phippsia roemeri Schellenberg, 1925

- Род Pseudo Berge & Vader, 2001

- Pseudo bioice (Berge & Vader, 1997)
- Pseudo pacifica (Bulycheva, 1952)
- Pseudo pseudophippsia (Bellan-Santini, 1985)
- Pseudo vanhoeffeni (Schellenberg, 1926)
- Pseudo viscaina (J. L. Barnard, 1967)

- Род Stegocephalexia Moore, 1992

- Stegocephalexia penelope Moore, 1992

- Род Stegocephalina Stephensen, 1925

- Stegocephalina barnardi Berge & Vader, 2001
- Stegocephalina beringi Berge & Vader, 2001
- Stegocephalina biofar Berge & Vader, 1997
- Stegocephalina boxshalli Berge, Vader & Galan, 2001
- Stegocephalina idae Berge & Vader, 1997
- Stegocephalina ingolfi Stephensen, 1925
- Stegocephalina pacis (Bellan-Santini & Ledoyer, 1974)
- Stegocephalina trymi Berge, 2001
- Stegocephalina wagini (Gurjanova, 1936)
- Stegocephalina wolf Berge & Vader, 2004

- Род Stegocephaloides Sars, 1895

- Stegocephaloides attingens Barnard, 1932
- Stegocephaloides auratus (Sars, 1882)
- Stegocephaloides australis K. H. Barnard, 1916
- Stegocephaloides bernardi Berge & Vader, 1997
- Stegocephaloides boxhalli Berge, Vader & Galan, 2001
- Stegocephaloides christianiensis Boeck, 1871
- Stegocephaloides gunnae Berge & Vader, 2003
- Stegocephaloides ingstadi Berge & Vader, 2003
- Stegocephaloides ledoyeri Berge, Vader & Galan, 2001
- Stegocephaloides tori Berge & Vader, 2003
- Stegocephaloides tucki Berge & Vader, 2003
- Stegocephaloides wagini (Gurjanova, 1936)

- Род Stegocephalus Krøyer, 1842

- Stegocephalus abyssicola (Oldevig, 1959)
- Stegocephalus ampulla (Phipps, 1774)
- Stegocephalus casadiensis (Moore, 1992)
- Stegocephalus inflatus Krøyer, 1842
- Stegocephalus kergueleni (Schellenberg, 1926a)
- Stegocephalus longicornis (Gurjanova, 1962)
- Stegocephalus nipoma (J. L. Barnard, 1961)
- Stegocephalus rostrata K. H. Barnard, 1932

- Род Stegomorphia Berge & Vader, 2001

- Stegomorphia watlingi (Berge, De Broyer & Vader, 2000)

- Род Stegonomadia Berge & Vader, 2001

- Stegonomadia biofar (Berge & Vader, 1997)
- Stegonomadia idae (Berge & Vader, 1997)
- Stegonomadia katalia (J. L. Barnard, 1962)

- Род Tetradeion Stebbing, 1899

- Tetradeion angustipalma (Berge & Vader, 2000)
- Tetradeion crassum (Chilton, 1883)
- Tetradeion dampieri (Berge & Vader, 2000)
- Tetradeion latus (Haswell, 1879)
- Tetradeion quatro Berge & Vader, 2000

- Подсемейство incertae sedis

- Род Glorandantiotes 

- Glorandantiotes fissicaudata Ledoyer, 1986